# Diasemopsis dejecta
Diasemopsis dejecta är en tvåvingeart som beskrevs av Charles Howard Curran 1931. Diasemopsis dejecta ingår i släktet Diasemopsis och familjen Diopsidae.
Artens utbredningsområde är Kongo. Inga underarter finns listade i Catalogue of Life.